# Wołodymyr Chandohij
Wołodymyr Dmytrowycz Chandohij, uk. Володимир Дмитрович Хандогій (ur. 21 lutego 1953 w Czerkasach) – ukraiński polityk i dyplomata, wiceminister spraw zagranicznych w latach 1995–1998 oraz 2006–2010, pełniący obowiązki ministra spraw zagranicznych od marca do października 2009.

## Życiorys
Wołodymyr Chandohij ukończył prawo międzynarodowe i stosunki międzynarodowe na Kijowskim Uniwersytecie Państwowym im. Tarasa Szewczenki. Początkowo pracował jako tłumacz, w 1976 rozpoczął pracę w dyplomacji. Został wówczas sekretarzem w departamencie prasowym MSZ Ukraińskiej SRR.
W latach 1979–1983 był attaché przy stałej misji USRR przy ONZ. W latach 1983–1988 zajmował stanowisko sekretarza departamentu prasowego, departamentu organizacji międzynarodowych oraz sekretariatu generalnego MSZ USRR. Od 1988 do 1992 był pierwszym sekretarzem stałej misji USRR i następnie niepodległej Ukrainy przy ONZ, a od 1992 do 1994 zastępcą stałego przedstawiciela. W latach 1994–1995 pełnił funkcję dyrektora departamentu stosunków międzynarodowych MSZ Ukrainy. Od 1995 do 1998 był wiceministrem spraw zagranicznych.
W latach 1998–2000 zajmował stanowisko ambasadora Ukrainy w Kanadzie oraz reprezentował swój kraj w Organizacji Międzynarodowego Lotnictwa Cywilnego. W latach 2000–2002 był ambasadorem w Wielkiej Brytanii i Luksemburgu oraz szefem misji Ukrainy przy NATO w Brukseli.
Od października 2005 do stycznia 2006 pełnił funkcję dyrektora Departamentu ds. NATO w ukraińskim MSZ. W styczniu 2006 został mianowany wiceministrem spraw zagranicznych, a w lipcu 2007 pierwszym wiceministrem spraw zagranicznych. 3 marca 2009 przejął obowiązki ministra spraw zagranicznych Ukrainy po przegłosowaniu przez Radę Najwyższą wotum nieufności wobec ministra Wołodymyra Ohryzki. Pełnił je do czasu powołania przez prezydenta Wiktora Juszczenkę nowego ministra w dniu 9 października 2009. W latach 2010–2014 był ambasadorem Ukrainy w Wielkiej Brytanii i przy Międzynarodowej Organizacji Morskiej. W 2015 został przewodniczącym think tanku zajmującego się kwestiami polityki zagranicznej.
7 września 2009 odznaczony Krzyżem Komandorskim Orderu Zasługi Rzeczypospolitej Polskiej.